# Jakub Wujek
Jakub Wujek (1541 Wągrowiec – 27. dubna 1597 Krakov) byl polský jezuita, teolog, rektor jezuitských kolejí v Poznani a Vilniusu, překladatel Bible do polštiny. Wujekova bible sloužila jako základní polský katolický překlad po více než tři století.

## Život
Pocházel z nábožensky založené a bohaté rodiny – jeho strýcové vlastnili mj. pivovar. Wujek studoval na cisterciácké škole ve Wągrowci a pokračoval ve studiu klasických věd ve Slezsku (pravděpodobně ve Vratislavi). Studoval zde na protestantské škole a podle všeho se v té době sblížil s luteránstvím. V roce 1558 se vrátil do Wągrowiece a stal se učitelem na farní škole. Pod vlivem místního kněze a četby děl Stanisława Hozjusze se vrátil ke katolické víře. V roce 1558 se přestěhoval do Krakova, kde studoval svobodná umění a klasické jazyky. V roce 1559 získal bakalářský titul. Poté začal učit na škole krakovského biskupa Jakuba Uchańského latinu, řečtinu a němčinu. Když byl Uchanski jmenován primasem, poslal Wujeka do jezuitské koleje ve Vídni. Zde Wujek doplnil své vzdělání zejména přednáškami z filozofie a matematiky. Roku 1564 získal ve Vídni magisterský titul.
Po návratu do Polska ho Uchański jmenoval kanovníkem v Łęczycy a svým sekretářem. V roce 1565 vstoupil do jezuitského řádu ve Vídni a začal studovat teologii v Římě na Collegium Romanum (dnes Papežská univerzita Gregoriana). V Římě se mu nepodařilo studia dokončit, protože v září 1567 se musel vrátit do Polska. Přesto na přímluvu provinciála Franciszka Sunyera složil v Polsku, v Braniewu, magisterskou zkoušku ze svobodných umění a bakalářskou z teologie (roku 1570 se pak stal doktorem teologie). Poté odešel do Pułtusku, kde na jezuitské koleji vyučoval rétoriku a katechismus. Na kněze byl vysvěcen v roce 1568 a od té chvíle se věnoval kázání a psaní. Většinu svých prací vydával anonymně. Roku 1570 vydal své první dílo (Iudicium). V letech 1571–1578 působil jako kancléř a později rektor jezuitské koleje v Poznani. Jedním z jeho děl napsaných v Poznani je latinské Brevis Augustissimi ac summe venerandi sacrosanctae Missae sacrificii, namířené proti Franciszkovi Stankarovi. Roku 1573 vydal svou nejvýznamnější knihu Postylla katoliczna. V letech 1578–1580 byl kancléřem Vilniuské akademie. V letech 1579–1584 založil jezuitskou provincii Kluž a stal se prvním kancléřem klužské akademie. Práce v Kluži byla misijní, neboť oblast byla protestantská. Napsal v Kluži třináct děl (mj. Dialysis).
V roce 1584 pověřily autority Tovaryšstva Ježíšova Wujeka, aby přeložil Bibli do polštiny, a to z Vulgaty (latinského překladu Bible z dílny svatého Jeronýma). Wujekův překlad Nového zákona vyšel v roce 1593. Překlad Starého Zákona dokončil roku 1596 v Sedmihradsku, kam byl znovu poslán s misijními úkoly. Celý Wujekův překlad Bible byl vydán až dva roky po jeho smrti, v roce 1599, neboť ho upravovala cenzurní jezuitská komise. Změny a opravy provedené revizní komisí byly četné a závažné, přesto překlad vešel do dějin polské literatury pod názvem Wujekova Bible. Nahradila Leopolitovu bibli z roku 1561. První polský překlad Bible z originálních jazyků vznikl až v roce 1965 (Biblia Tysiąclecia).
Wujek byl pohřben v areálu chrámu svaté Barbory v Krakově.